# ساندرا إشيفيريا
ساندرا إشيفيريا (بالإسبانية: Sandra Echeverría) (ولدت ساندرا إشيفيريا غامبوا، 11 ديسمبر 1984) ممثلة ومغنية مكسيكية.

## روابط خارجية
- الموقع الرسمي
- ساندرا إشيفيريا على موقع IMDb (الإنجليزية)
- ساندرا إشيفيريا على موقع ألو سيني (الفرنسية)
- ساندرا إشيفيريا على موقع ميوزك برينز (الإنجليزية)
- ساندرا إشيفيريا على موقع أول موفي (الإنجليزية)
- ساندرا إشيفيريا على موقع قاعدة بيانات الفيلم (الإنجليزية)
- ساندرا إشيفيريا على موقع كينوبويسك (الروسية)
- Lithuania Fan Forum
- Relaciones Peligrosas Official featuring Sandra Echeverria Web Site
- Relaciones Peligrosas featuring Sandra Echeverri Official Mobile Site[وصلة مكسورة]
- Telemundo Novelas App featuring 'Relaciones Peligrosas' for iPhone and iPad
- Telemundo Novelas App featuring 'Relaciones Peligrosas' for Android